# 清滝藤根
清滝 藤根（きよたき の ふじね）は、平安時代初期から前期にかけての貴族。姓は朝臣。大和守・清滝河根の近親か。官位は従五位上・越前守。 

## 経歴
従五位下に叙爵の後、承和8年（841年）筑後守に任ぜられる。
その後も、嘉祥2年（849年）出雲守、斉衡2年（855年）従五位上・下総守、貞観2年（860年）越前守に叙任されるなど、仁明・文徳・清和の三朝に亘って専ら地方官を歴任した。貞観12年（870年）越前守に再任している。

## 官歴
『六国史』による。
- 時期不詳：従五位下
- 承和8年（841年）正月13日：筑後守
- 嘉祥2年（849年）2月27日：出雲守
- 斉衡2年（855年）閏4月7日：下総守。8月8日：従五位上
- 貞観2年（860年）11月27日：越前守
- 時期不詳：越前権守
- 貞観12年（870年）正月25日：越前守